# Дучка
Ду́чка (від пол. ducza — ямка; англ. draw hole, нім. Abzugloch, Rolloch, Rolle) — коротка вертикальна або похила виробка, призначена для випуску відбитої або обваленої руди на приймальний горизонт. 
При підземній розробці вугільних родовищ дучка — це скат, що влаштовують в закладеному гірськими породами виробленому просторі. Слугує для спуску корисної копалини з верхніх горизонтів, транспортування закладки і кріпильних матеріалів, а також для сполучення між горизонтами. 